# Gebhard Paul Maria Sigl
Gebhard Sigl PDF, als Ordensmann auch Paul Maria Sigl (* 22. Oktober 1949 in Natters/Tirol) ist ein österreichischer katholischer Priester, der 1990 die Familie Mariens (auch bekannt unter dem Namen Pro Deo et fratribus - Familie Mariens) zusammen mit Joseph Seidnitzer und Paul Hnilica, Titularbischof von Rusadus, mitgegründet hat. Nach einer apostolischen Visitation der Familie Mariens, die 2021 wegen schwerer sektiererischer Verfehlungen durchgeführt wurde, wird er aus dem Werk ausgeschlossen und ihm jeglicher Kontakt zu dessen Mitgliedern verboten.

## Biographie
Gebhard Sigl wird am 22. Oktober 1949 in Natters in Österreich geboren. 1972 gründet er das Werk des Heiligen Geistes (OSS) mit, das „Teil jener marianischen Bewegungen ist, die aus dem charismatischen Aufbruch nach dem Zweiten Vatikanischen Konzil hervorgegangen sind und auf die Erneuerung der Kirche ausgerichtet sind.“ Der andere Mitbegründer des Werkes ist sein Mentor, der österreichische Priester Joseph Seidnitzer (1920–1993), der in den 1950er und 1960er Jahren von österreichischen Gerichten zu Haftstrafen wegen mehrfacher Vergewaltigung von Jugendlichen verurteilt wurde. Laut mehreren Zeugenaussagen war Joseph Seidnitzer ein notorischer Größenwahnsinniger, der sich als zukünftiger Papst einer erneuerten Kirche betrachtete. So prophezeite er 1974 das Ende des Pontifikats von Paul VI., dem er gemäß seinen Vorhersagen 1975 nachfolgen sollte. Um ihn herum entwickelte sich ein Personenkult durch Anhänger, die überzeugt waren, dass er unsichtbare Stigmata trug und Offenbarungen vom Himmel erhielt. Diese Anhänger erhielten von ihm die Namen der Apostel, so wie Gebhard Sigl, der als sein Nachfolger an der Spitze der Gruppe vorgesehen war und von ihm den Namen Paulus erhielt.
Gebhard Paul Maria Sigl erhält von Seidnitzer eine pseudo-ordinierung „mystisch-sakramental“, wobei letzterer sich auf ein „göttliches Mandat“ beruft, das ihm nach seinen Worten „die sakramentale Gnade eines Bischofs“ durch eine Segnung von Paul Joseph Schmitt, Bischof von Metz, verleiht. Wie Fotografien aus jener Zeit belegen, feiert Gebhard Paul Maria Sigl, obwohl er kein Priester ist, zwischen 1978 und 1982 Messen zusammen mit Joseph Seidnitzer, der selbst vom Bischof von Graz-Seckau, Johann Weber, suspens a divinis ist und daher des Rechts beraubt ist, die Eucharistie zu feiern. Als der Vatikan vermutlich von Seidnitzers krimineller Vergangenheit erfährt, löst er 1990 das Werk des Heiligen Geistes auf.

## Gründung der Familie Mariens -Pro Deo et fratribus
Gebhard Paul Maria Sigl gründet 1990 auf den Überresten des Werkes des Heiligen Geistes die Familie Mariens zusammen mit Paul Hnilica, dem slowakischen Titularbischof von Rusadus, der 1951 hinter dem Eisernen Vorhang unter zweifelhaften Bedingungen geweiht wurde. Die Familie Mariens schließt sich dem Werk Pro Deo et fratribus an, das Pavol Mária Hnilica 1968 gegründet hatte. Diese Organisation soll den Transfer großer Geldsummen nach Polen (für die Gewerkschaft Solidarność) und verschiedene lateinamerikanische Länder unterstützt haben, um dort die antikommunistische Opposition zu fördern. Sie verliert 1990 ihren Daseinszweck. Der priesterliche Zweig der Familie Mariens wird unter dem Namen Das Werk Jesu des Souveränen Priesters (Opus J.S.S.) gegründet.
Joseph Seidnitzer wird ausgeschlossen, und Gebhard Sigl, der ihm trotz Kenntnis seiner kriminellen Vergangenheit bis zu seinem Tod im Jahr 1993 treu bleibt, leitet die neue Gemeinschaft, die 1992 unter der Leitung von Pavol Hnilica von Rom anerkannt wird. Letzterer weiht im selben Jahr heimlich in Fátima fünf Mitglieder der OSS, die kein Seminar durchlaufen hatten, darunter Gebhard Paul Maria Sigl.
Die Familie Mariens zählt im Jahr 2023 mehr als 60 Priester, 30 Seminaristen und „Laienbrüder“ sowie 200 geweihte Laien. Sie ist in 11 Ländern vertreten: Italien, Deutschland, Österreich, Schweiz, Frankreich, Niederlande, Slowakei, Tschechische Republik, Russland, Kasachstan und Uruguay.

## Apostel falscher Erscheinungen
Gebhard Paul Maria Sigl bringt die „Seherin“ Theresa Lopez in die Familie Mariens, die trotz der Verurteilung der Erscheinungen von Denver im Jahr 1994 durch den Bischof James Stafford deren Bekanntheit durch Vortragsreisen fördert, um Spenden für die Gemeinschaft zu sammeln.
Er führt auch innerhalb der Familie Mariens die Verehrung der Frau aller Völker ein, die aus den angeblichen Marienerscheinungen von Amsterdam der niederländischen Seherin Ida Peerdeman stammt, einer Freundin von Gebhard Paul Maria Sigl. Die Erscheinungen wurden 2020 von der Kongregation für die Glaubenslehre verurteilt, da die der Jungfrau Maria zugeschriebenen Botschaften als nicht mit der katholischen Lehre vereinbar erklärt wurden.

## Beschuldigung schwerer sektiererischer Abweichungen
Ehemalige Mitglieder der Familie Mariens prangern die „Verwechslung zwischen internem und externem Forum, zwischen spiritueller und administrativer Rolle, [den] blinden und bedingungslosen Kult des Gründers [Gebhard Paul Maria Sigl], [die] mentale Manipulation, [die] Zerstörung von Persönlichkeiten und Gewissen, [die] spirituelle Mystifikation, [die] Marginalisierung von Abweichlern und [die] absolute Macht über die Individuen“ an. Von seinen Anhängern verehrt, lässt Sigl, der sich „Padre“ nennen lässt, sie glauben, dass er ein geistlicher Sohn von Padre Pio sei und behauptet, eine Gabe der Kardio-Gnosis zu besitzen, das heißt die Fähigkeit, die Herzen zu lesen, ein angebliches Charisma, das ihm erlaubt, über die Berufung der Mitglieder der Gemeinschaft zu entscheiden. Er „marginalisiert diejenigen, die eine abweichende Meinung äußern, entwertet die Persönlichkeit der Mitglieder (insbesondere der geweihten Frauen, die der „Heiligung der Priester“ geweiht sind), vermittelt ein Konzept von absolutem Gehorsam und Schuld, verletzt die individuelle Freiheit, vor allem psychologisch, im Austausch gegen das Angebot eines komfortablen Lebens, dank der großen Geldsummen, deren Herkunft noch unbekannt ist, die in die Kassen der Gemeinschaft fließen“.
Aufgrund der gesammelten Berichte wurde 2021 eine apostolische Visitation unter der Leitung des emeritierten Bischofs von Bari, Francesco Cacucci, vom Dikasterium für den Klerus veranlasst. Nach Abschluss der Untersuchung, die vom Vatikan geheim gehalten wurde, wurde die Familie Mariens unter Aufsicht gestellt und Gebhard Paul Maria Sigl ausgeschlossen, mit einem Kontaktverbot zu den Mitgliedern der Gemeinschaft.

## Auszeichnung
- Europäische Friedensrose Waldhausen

## Veröffentlichung
- Die Frau aller Völker - Miterlöserin, Mittlerin, Fürsprecherin, Pro Deo et fratribus - Familie Mariens der Miterlöserin, CH-9601 Lütisburg-Station; 1998, 344 S., ISBN 978-3-9521553-0-1